# Gauliga Niederrhein 1943/44
Die Gauliga Niederrhein 1943/44 war die elfte Spielzeit der Gauliga Niederrhein im Fußball. Die Meisterschaft wurde in dieser Saison erneut im Rundenturnier mit zehn Mannschaften ausgetragen. Die Gaumeisterschaft sicherte sich eine KSG aus dem Duisburger SpV und der TuS Duisburg 48/99 mit vier Punkten Vorsprung vor Westende Hamborn. Damit qualifizierte sich Duisburg für die deutsche Fußballmeisterschaft 1943/44, bei der nach einem 2:0-Auswärtssieg gegen die KSG VfL Köln/SpVgg Sülz und einem 2:1-Heimsieg gegen den FC Schalke 04 das Viertelfinale erreicht werden konnte, welches gegen den LSV Hamburg mit 0:3 verloren ging. Westende Hamborn zog sich nach der Saison vom Spielbetrieb zurück, den weiteren Abstiegsrand belegte Union Krefeld. Aus den Bezirksligen stiegen VfB Hilden und die Sportfreunde Katernberg auf.

## Abschlusstabelle
| Pl. | Verein                           | Sp. | S  | U | N  | Tore    | Quote | Punkte |
| --- | -------------------------------- | --- | -- | - | -- | ------- | ----- | ------ |
| 1.  | KSG SpV/48/99 Duisburg           | 18  | 15 | 2 | 1  | 064:190 | 3,37  | 32:40  |
| 2.  | Westende Hamborn (M)             | 18  | 13 | 2 | 3  | 051:190 | 2,68  | 28:80  |
| 3.  | TuS Helene Altenessen            | 18  | 10 | 0 | 8  | 047:420 | 1,12  | 20:16  |
| 4.  | KSG Rot-Weiß/Alstaden Oberhausen | 18  | 9  | 2 | 7  | 029:290 | 1,00  | 20:16  |
| 5.  | VfL Benrath                      | 18  | 8  | 2 | 8  | 035:280 | 1,25  | 18:18  |
| 6.  | Gelb-Weiß Hamborn (N)            | 18  | 6  | 4 | 8  | 026:330 | 0,79  | 16:20  |
| 7.  | Fortuna Düsseldorf (N)           | 18  | 6  | 3 | 9  | 038:330 | 1,15  | 15:21  |
| 8.  | KSG Rot-Weiß/BV 06 Essen         | 18  | 6  | 3 | 9  | 032:390 | 0,82  | 15:21  |
| 9.  | KSG SV 1907/Union 02 Hamborn     | 18  | 6  | 2 | 10 | 028:400 | 0,70  | 14:22  |
| 10. | Union Krefeld                    | 18  | 1  | 0 | 17 | 017:850 | 0,20  | 02:34  |

| (M) | Titelverteidiger               |
| (N) | Aufsteiger aus der Bezirksliga |

## Aufstiegsrunde

### Gruppe 1
| Platz | Verein                  | Spiele | Tore  | Quote | Punkte |
| ----- | ----------------------- | ------ | ----- | ----- | ------ |
| 1.    | Sportfreunde Katernberg | 6      | 27:80 | 3,38  | 10:20  |
| 2.    | KSG Osterfeld/Sterkrade | 6      | 14:11 | 1,27  | 08:40  |
| 3.    | SV Beeckerwerth         | 6      | 12:13 | 0,92  | 04:80  |
| 4.    | Homberger SV            | 6      | 5:26  | 0,19  | 02:10  |

### Gruppe 2
| Platz | Verein                    | Spiele | Tore  | Quote | Punkte |
| ----- | ------------------------- | ------ | ----- | ----- | ------ |
| 1.    | VfB Hilden                | 8      | 31:17 | 1,82  | 15:10  |
| 2.    | KSg Remscheid             | 8      | 19:24 | 0,79  | 08:80  |
| 3.    | Preussen Krefeld          | 8      | 27:25 | 1,08  | 07:90  |
| 4.    | KSG Wuppertal/Barmen      | 8      | 21:24 | 0,88  | 07:90  |
| 5.    | Borussia München-Gladbach | 8      | 14:22 | 0,64  | 03:13  |